# William Jordan
William Conrad "Bill" Jordan (født 25. juni 1898 i Cleveland, død 13. juli 1968) var en amerikansk roer og olympisk guldvinder.

## Rokarriere
Jordan roede, mens han gik på det amerikanske flådeakademi i Annapolis, og dette holds otter blev udtaget til OL 1920 i Antwerpen. Ud over Jordan bestod besætningen af Virgil Jacomini, Ed Graves, Ed Moore, Zeke Sanborn, Don Johnston, Vince Gallagher, Clyde King og styrmand Sherm Clark, og amerikanerne vandt deres indledende heat og semifinalen sikkert. I finalen mødte de den britiske båd, der ligeledes var gået ret sikkert til finalen, og efter at briterne var startet bedst og havde en klar føring midtvejs, men med 300 m tilbage satte amerikanerne deres sprint ind og indhentede briterne med 50 m tilbage og vandt med under et sekunds forspring.
Han roede desuden i båden ved de intercollegiale mesterskaber i 1921 og 1922.

## Videre karriere
Efter han i 1923 gik ud af flåden, gik han ind i industrien, hvor han blev direktør for Curtiss-Wright Corporations fabrik i Columbus, Ohio. I 1948 blev han præsident for hele denne virksomhed, og i 1954 blev han præsident og leder af Hughes Aircraft.

## OL-medaljer
- 1920:  Guld i otter